# Иванищенская сосна
Иванищенская сосна — ботанический памятник природы, расположена в деревне Иванищи Старицкого района Тверской области. Памятником природы объявлена 30 июля 1986 года. Находится на склоне холма недалеко от храма Успения Богородицы. Вид дерева — сосна обыкновенная. Представляет собой старовозрастное дерево, уникальное по внешнему облику и биометрическим показателям. Высота дерева около 9 м, диаметр ствола на высоте 1 м — 80 см. Обхват ствола более 2 м, диаметр кроны около 10 м. На высоте 2 м от земли начинается образованная многочисленными ветвями зонтиковидная крона. Примеры негативного антропогенного воздействия (деятельности человека): корни сосны оголены в результате вытаптывания, в ствол дерева вбито железное кольцо, одна из нижних ветвей спилена.